# N9 - Gedser-Helsingør
De N9 - Gedser-Helsingør is een landelijke langeafstandsfietsroute in Denemarken. De route volgt de oostkant van Denemarken. Het gehele traject is onderdeel van de EuroVelo EV7 Route van de Zon en grotendeels van de EuroVelo EV10 Oostzeeroute. Het traject is bewegwijzerd in twee richtingen met het cijfer 9 en is onderdeel van de nationale fietsroutes van Denemarken.

## Traject
De route begint in Gedser aan de zuidkant van het eiland Falster. Hier kan met de veerboot worden overgestoken naar Duitsland om de EuroVelo EV7 Route van de Zon te vervolgen. Ook kan de Radfernweg Berlijn-Kopenhagen verder worden gevolgd. De N9 is tot Kopenhagen ook onderdeel van deze Radfernweg.
De route gaat dwars over Falster en in Nykøbing Falster sluit de EuroVelo EV10 Oostzeeroute samen met de landelijke route N8 - Baltische Route aan op de route. 
De route gaat over het eiland Møn. Tussen Bissinge en Stege maken de EV10 en de N8 een extra lus langs Møns Klint. De N9 doet dit niet en gaat rechtstreeks van Bissinge naar Stege. 
Tot slot gaat de route over het eiland Seeland. In Gammel Kalvehave verlaat de N8 de route. Vanaf Køge tot Kopenhagen lopen de landelijke routes N4 - Kopenhagen-Søndervig en N6 - Esbjerg-Kopenhagen parallel met de route mee. Kopenhagen is het eindpunt van de N4 en de N6. De EV10 verlaat hier de route en gaat verder naar Zweden. In Kopenhagen kan ook gekozen worden voor de landelijke route N2 - Hanstholm-Kopenhagen. 
De route N9 loopt verder naar eindpunt Helsingør. Hier kan de EV7 verder gevolgd worden middels veerboot naar Zweden. In Zweden kan ook de Kattegattleden worden opgepakt, één van de nationale fietsroutes van Zweden. 

## Aansluitingen met Europese routes
- De gehele route is onderdeel van de EuroVelo EV7 Route van de Zon. In eindpunt Helsingør kan middels veerboot worden overgestoken naar Zweden en kan de EV7 vervolgd worden.
- Tussen Nykøbing Falster en Bissinge en tussen Stege en Kopenhagen loopt de route parallel met de EuroVelo EV10 Oostzeeroute.

## Aansluitingen met andere routes
- In Gedser kan worden aangesloten op de Radfernweg Berlijn-Kopenhagen. Het deel tussen Gedser en Kopenhagen is ook onderdeel van deze Radfernweg.
- Tussen Nykøbing Falster en Bissinge en tussen Stege en Gammel Kalvehave loopt de route parallel met de landelijke route N8 - Baltische Route.
- Tussen Køge tot Kopenhagen loopt de landelijke route N4 - Kopenhagen-Søndervig parallel met de route mee.
- Tussen Køge tot Kopenhagen loopt de landelijke route N6 - Esbjerg-Kopenhagen parallel met de route mee.
- In Kopenhagen kan worden aangesloten op de landelijke route N2 - Hanstholm-Kopenhagen.
- In Helsingør kan middels veerboot worden overgestoken naar Zweden waar de Kattegattleden kan worden opgepakt, één van de nationale fietsroutes van Zweden.
- In Helsingør kan middels veerboot worden overgestoken naar Zweden waar de Sydkustleden kan worden opgepakt, één van de nationale fietsroutes van Zweden.